# Legiunea Internațională (Ucraina)
Legiunea Internațională de Apărare Teritorială a Ucrainei (cunoscută simplu ca Legiunea Internațională) este o unitate militară formată din voluntari străini care au decis să lupte alături de Forțele armate ale Ucrainei în contextul invaziei Rusiei în Ucraina, începută în februarie 2022.

## Context istoric
După invazia pe scară largă a Rusiei asupra Ucrainei, pe 24 februarie 2022, președintele Ucrainei, Volodimir Zelenski, a făcut un apel internațional către toți voluntarii străini dispuși să apere Ucraina împotriva agresiunii rusești. La scurt timp după acest apel, guvernul Ucrainei a anunțat înființarea Legiunii Internaționale, cu scopul de a permite luptătorilor străini să se alăture legal și organizat forțelor ucrainene.

## Obiective și scopuri
Legiunea Internațională a fost creată pentru a întări apărarea Ucrainei, combinând experiența și abilitățile diverselor naționalități. Aceasta include voluntari cu experiență militară, dar și civili fără pregătire anterioară care doresc să ajute. Contribuția acestor luptători străini este considerată crucială în războiul împotriva Rusiei, în special în privința diversității tactice și a solidarității internaționale.

## Structura și organizarea
Legiunea funcționează sub comanda directă a forțelor armate ucrainene și este integrată în structura oficială de apărare a țării. Membrii legiunii sunt supuși acelorași reguli și proceduri militare ca și soldații ucraineni. Există diferite unități în cadrul legiunii, grupate pe baza abilităților specifice ale voluntarilor, cum ar fi trupe de infanterie, forțe speciale sau unități de sprijin logistic.

## Recrutare și voluntari
Legiunea este deschisă oricărui individ care dorește să se alăture luptei împotriva Rusiei, atâta timp cât îndeplinește anumite criterii. Voluntarii trebuie să fie majori, să aibă o stare de sănătate corespunzătoare și, de preferință, experiență militară. Cu toate acestea, unii voluntari fără experiență sunt acceptați, cu condiția să urmeze o perioadă de pregătire militară.

## Participarea internațională
Până în prezent, voluntari din peste 50 de țări au răspuns apelului de a lupta pentru Ucraina, inclusiv din Statele Unite, Regatul Unit, Canada, Polonia, Georgia și multe alte națiuni europene și asiatice. Participarea lor simbolizează o solidaritate internațională împotriva agresiunii ruse și un sprijin concret pentru suveranitatea Ucrainei.

## Contribuții pe câmpul de luptă
Membrii legiunii internaționale au luat parte la lupte importante în diverse regiuni ale Ucrainei, inclusiv la apărarea Kievului și a altor orașe majore. Voluntarii străini s-au distins prin curajul lor în confruntările cu forțele ruse și au fost recunoscuți pentru contribuțiile lor în luptele grele din Donbas și alte regiuni de conflict.

## Controverse și provocări
Legiunea Internațională a întâmpinat și unele critici. Există îngrijorări legate de lipsa unei supravegheri stricte în privința recrutării, ceea ce a condus, în unele cazuri, la prezența unor persoane fără experiență militară adecvată sau cu probleme legale în țările lor de origine. De asemenea, au existat provocări logistice legate de aprovizionare, coordonare și integrarea adecvată a voluntarilor în unitățile ucrainene.

## Impactul asupra imaginii Ucrainei
Legiunea Internațională a avut un impact semnificativ asupra imaginii internaționale a Ucrainei, consolidând ideea că lupta acestei țări nu este doar un conflict local, ci unul global, în care valorile de suveranitate, libertate și democrație sunt puse la încercare.